# Megaguirus
Megaguirus (メガギラス, Megagirasu) est un kaiju qui apparaît en premier lieu en 2000 dans le film Godzilla X Megaguirus.

## Liste des apparitions
- 2000 : Godzilla X Megaguirus (Gojira tai Megagirasu: Jî shômetsu sakusen), de Masaaki Tezuka